# イワン・トーマス
イワン・トーマス（Iwan Gwyn Thomas、1974年1月5日- ）は、イギリスの陸上競技選手。1996年アトランタオリンピックの銀メダリストである。

## 経歴
トーマスは、1992年に陸上競技に転向するまではBMXの選手として、ヨーロッパでもトップクラスの選手であった。転向後の1992年、世界ジュニア選手権に出場。4×400mリレーのメンバーとして5位入賞を果たす。
トーマスは、1996年に初めて400mのベストタイムが45秒を下回る。そして、同年のアトランタオリンピックには400mと4×400mリレーに出場を果たす。400mは決勝に進出し、44秒70で5位に終わったものの、4×400mリレーでは、ジェイミー・ボールチ、マーク・リチャードソン、ロジャー・ブラックとともに2分56秒60で銀メダルを獲得した。
翌年の1997年、トーマスは400mで、ブラックの持っていた英国記録を100分の2秒更新する44秒36をマークする。そして、同年の世界選手権に出場すると、400mでは6位に終わったものの、4×400mリレーでは前年のオリンピックに引き続いて銀メダルを獲得した。
1998年はトーマスが大活躍した年となった。ヨーロッパ選手権では400mと4×400mリレーで2冠を達成。1ヶ月後に行われたコモンウェルスゲームズでも400mを制覇、ウェールズ代表で出た4×400mリレーも3位と結果を残した。この活躍により、同年大英帝国勲章を授かっている。
1999年には足首を故障し手術を行ったため試合に出場することができなかったが、翌年には復帰。2000年シドニーオリンピックでは、4×400mリレーのみの出場となったが、6位に終わっている。
トーマスはその後、2002年のコモンウェルスゲームズの4×400mリレーで銀メダルを獲得したが、2003年にはアキレス腱を故障し、翌年のアテネオリンピックに出場できず、2006年にはかかとを故障と、故障が相次いだ。

## 自己ベスト
- 400m - 44.36秒 (1997年)

## 主な実績
| 年   | 大会                     | 場所                             | 種目         | 結果 | 記録      |
| ---- | ------------------------ | -------------------------------- | ------------ | ---- | --------- |
| 1996 | オリンピック             | アトランタ(アメリカ合衆国)       | 400m         | 5位  | 44秒70    |
| 1996 | オリンピック             | アトランタ(アメリカ合衆国)       | 4×400mリレー | 2位  | 2分56秒60 |
| 1997 | 世界陸上選手権           | アテネ(ギリシャ)                 | 400m         | 6位  | 44秒52    |
| 1997 | 世界陸上選手権           | アテネ(ギリシャ)                 | 4×400mリレー | 2位  | 2分56秒65 |
| 1998 | ヨーロッパ陸上選手権     | ブダペスト(ハンガリー)           | 400m         | 1位  | 44秒52    |
| 1998 | ヨーロッパ陸上選手権     | ブダペスト(ハンガリー)           | 4×400mリレー | 1位  | 2分58秒68 |
| 1998 | コモンウェルスゲームズ   | クアラルンプール(マレーシア)     | 400m         | 1位  | 44秒52    |
| 1998 | コモンウェルスゲームズ   | クアラルンプール(マレーシア)     | 4×400mリレー | 3位  | 3分01秒86 |
| 1998 | IAAFグランプリファイナル | モスクワ(ロシア)                 | 400m         | 3位  | 44秒96    |
| 1998 | IAAFワールドカップ       | ヨハネスブルグ(南アフリカ共和国) | 400m         | 1位  | 45秒33    |
| 2000 | オリンピック             | シドニー(オーストラリア)         | 4×400mリレー | 6位  | 3分01秒22 |
| 2001 | 世界陸上選手権           | エドモントン(カナダ)             | 4×400mリレー | 6位  | 3分01秒26 |
| 2002 | コモンウェルスゲームズ   | マンチェスター(イングランド)     | 4×400mリレー | 2位  | 3分00秒41 |